# TI-59

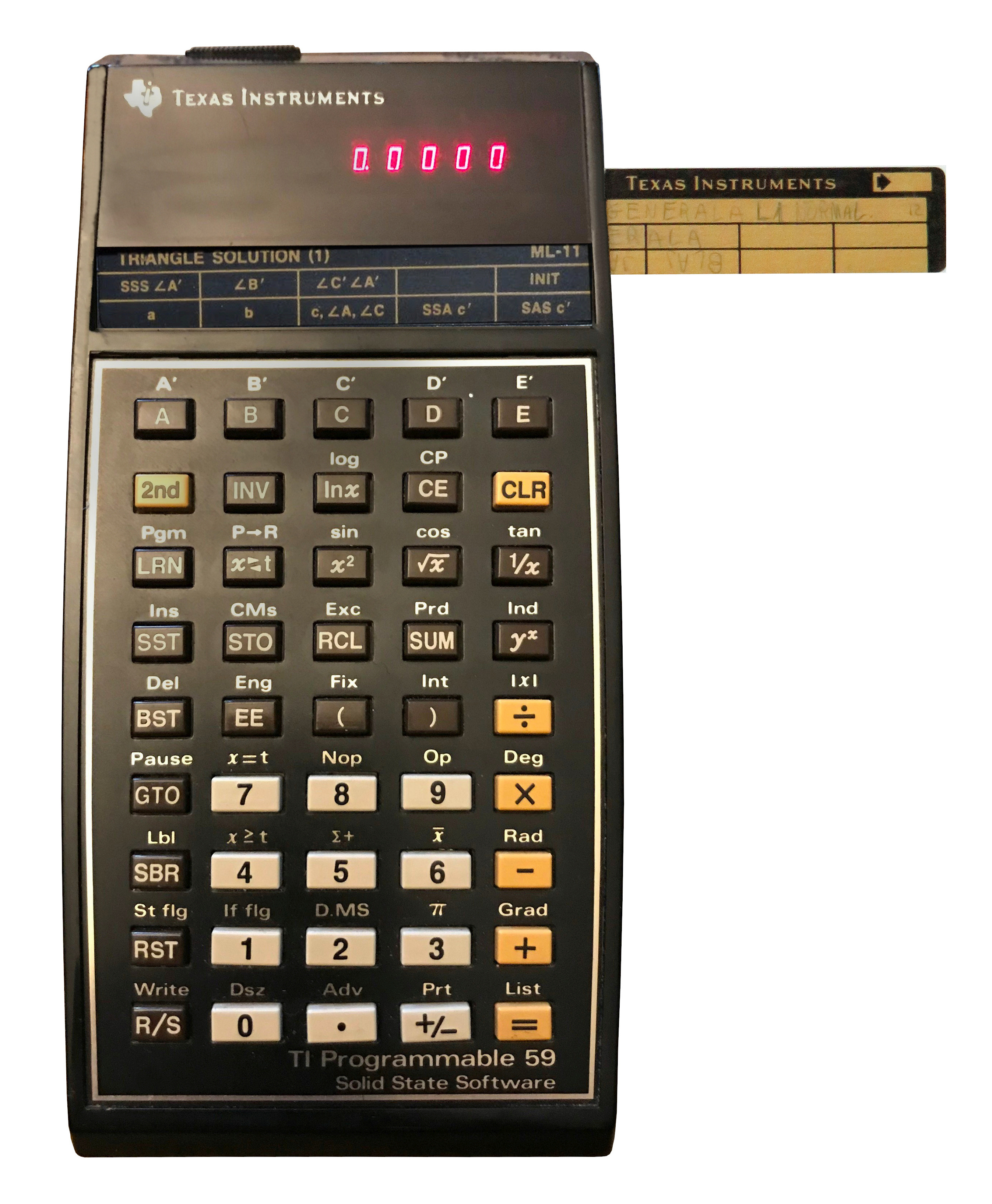
TI-59 s magnetickým štítkem

TI-59 byla programovatelná kapesní kalkulačka, kterou uvedla na trh firma Texas Instruments v roce 1977. Zároveň s ní byl uveden na trh i model TI-58 s poloviční pamětí a bez magnetického záznamu dat, později dodávanou ve zlepšené verzi TI-58C se statickou (myšleno stále napájenou) pamětí.
Kalkulačka byla vybavena 1 kB RAM, přístupné standardně jako 60 datových registrů a 480 kroků programu. Předěl bylo možno podle potřeby měnit po 10 registrech/80 krocích. Informace byly v paměti ukládány výhradně v BCD kódu. Zobrazování bylo prostřednictvím 10místného displeje z červených LED. Kalkulačka byla vybavena záznamem na speciální magnetické štítky a možností připojení k jednoduché termotiskárně PC-100C. Dalším vybavením byla v kalkulačce umístěná výměnná ROM (5 kB) s pomocnými programy. Moduly existovaly pro inženýrské výpočty, námořní navigaci (bylo to ještě před érou GPS) a další obory techniky a matematiky.

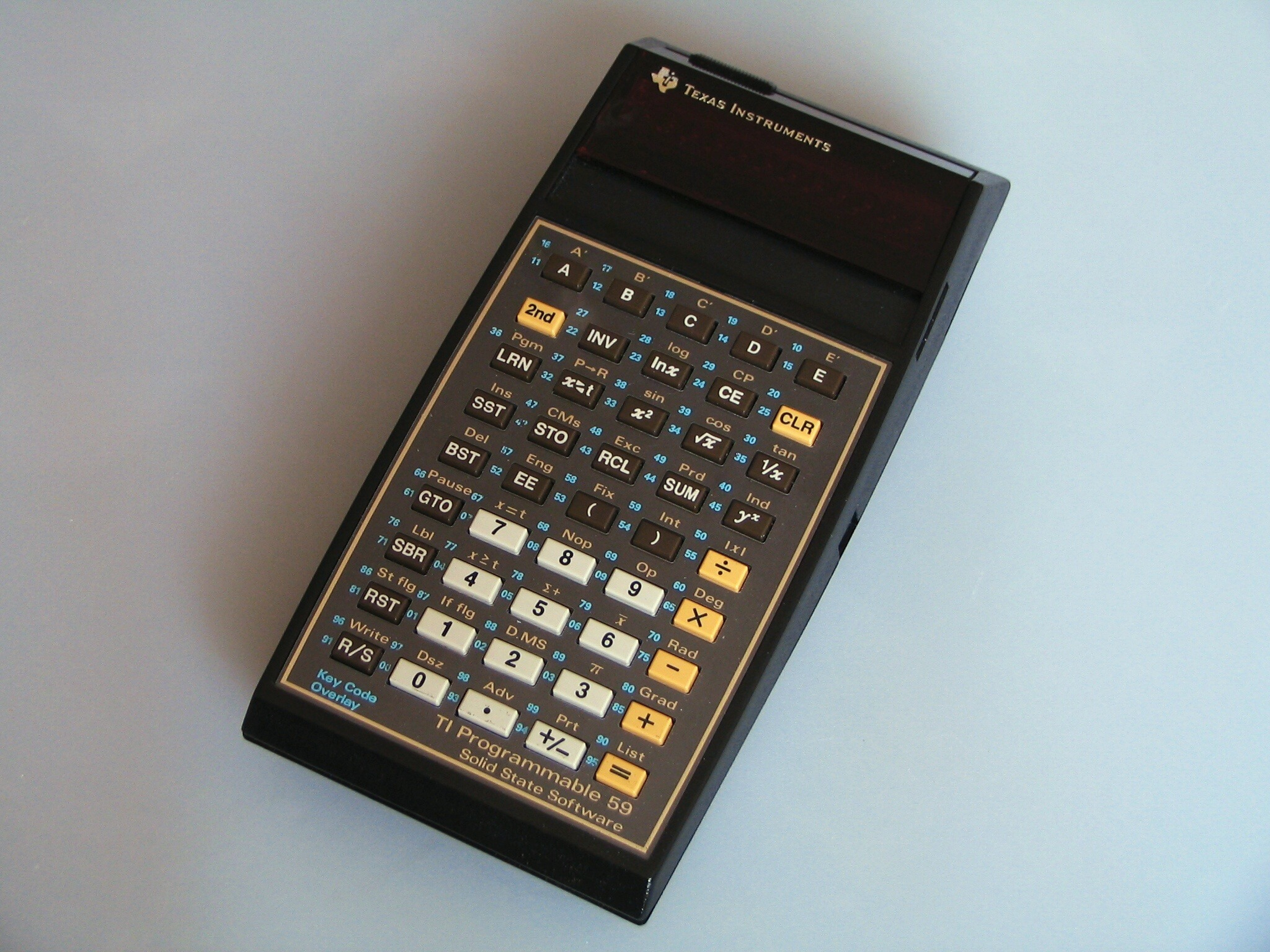
TI-59 s fólií s kódy tlačítek.

Na svou dobu se jednalo o výkonný model, který konkuroval dvojnásobně drahému a méně výkonnému modelu HP-67 firmy Hewlett-Packard. Obě firmy v té době byly hlavními konkurenty v oboru programovatelných kalkulaček, které předcházely éru mikropočítačů. Hewlett-Packard o rok později kontrovala výkonnějším, ale opět dražším typem HP-41C.
Kalkulačky TI58/59 byly vybaveny 4bitovým procesorem, pracujícím v BCD kódu. Přesnost výpočtu byla 13 míst a 2 místa exponentu. Z dnešního hlediska byly tyto stroje neuvěřitelně pomalé. Zpracovávaly zhruba 20 kroků programu za sekundu. Pro představu rychlosti je možno uvést, že jedním z nejsložitějších výpočtů bylo řešení soustavy 9 rovnic o 9 neznámých, které trvalo asi 15 minut.
Programování probíhalo ve formě záznamu stisknutých kláves. K dispozici byly kromě běžných funkcí vědecké kalkulačky i podmíněné a nepodmíněné skoky, cykly, přímá a nepřímá adresace, příkazy pro práci s tiskárnou a magnetickými štítky, speciální klávesy určené pro spouštění podprogramů, příkazy volání programů z přídavných modulů a další. Pro větší přehlednost se ke kalkulačce dodávala fólie s číselnými kódy tlačítek, které se na displeji zobrazovaly při zadávání, editování nebo prohlížení programu.

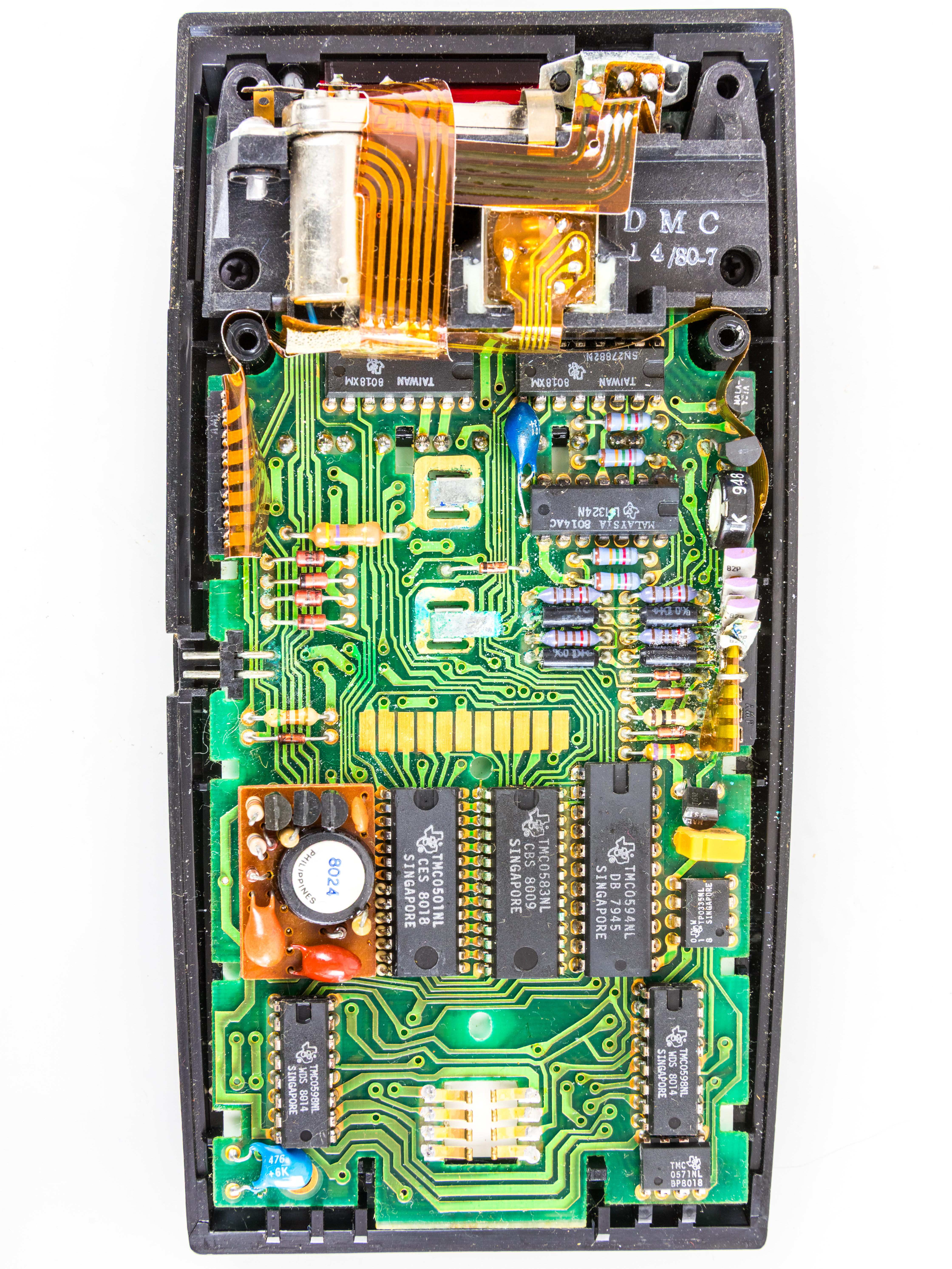
Pohled do útrob TI-59
Konektor uprostřed sloužil ke komunikaci s tiskárnou, spodní konektor připojoval vkládanou ROM